# アンブシチャ
アンブシチャ (Ambositra) は、マダガスカルの都市。フィアナランツォア州に属し、アモロニ・マニア地区の州都。マダガスカル中央高地に位置し、標高1280m、人口4万1078人（2018年）。ベツィレウ人のサブグループであり、木工で知られるザフィマニリー族が多く居住しており、彼らの製作した木工製品やチェス盤、木箱や人形の店が多く立ち並んでいる。ローマ・カトリック教会のアンブシチャ教区が置かれている。

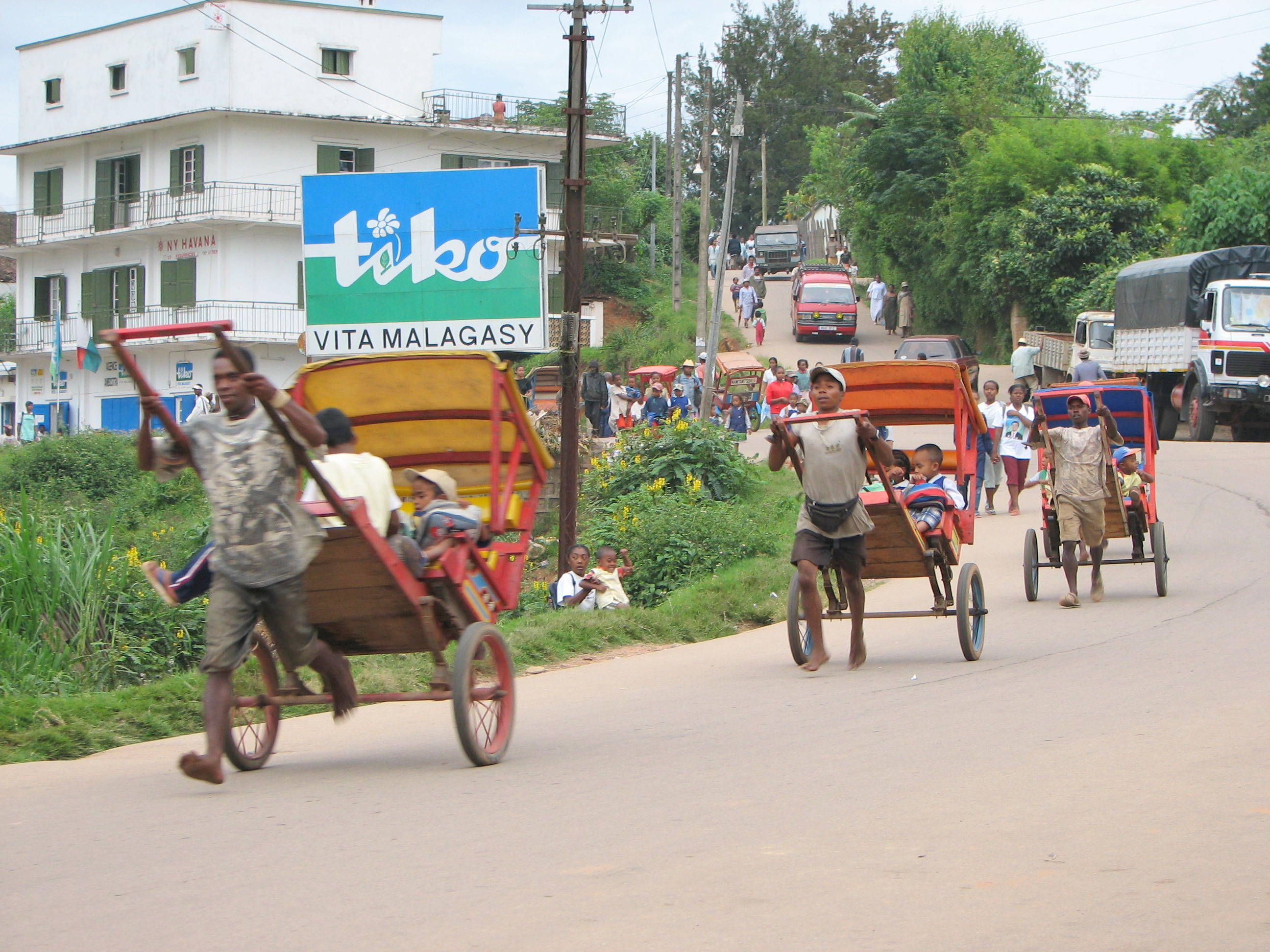
アンブシチャ